# كارولين لونش
كارولين لونش (بالإنجليزية: Carolyn Lynch)‏ هي لاعبة الجسر ‏ أمريكية، ولدت في 26 أغسطس 1946، وتوفيت في 1 أكتوبر 2015.